# Adi Rocha
Adi Rocha (sinh ngày 15 tháng 12 năm 1985) là một cầu thủ bóng đá người Brasil.

## Sự nghiệp câu lạc bộ
Adi Rocha đã từng chơi cho Gamba Osaka.

## Thống kê câu lạc bộ

### J.League
| Đội         | Năm       | J.League | J.League | J.League Cup | J.League Cup | Tổng cộng | Tổng cộng |
| Đội         | Năm       | Trận     | Bàn      | Trận         | Bàn          | Trận      | Bàn       |
| ----------- | --------- | -------- | -------- | ------------ | ------------ | --------- | --------- |
| Gamba Osaka | 2013      | 13       | 9        | -            | -            | 13        | 9         |
| Tổng cộng   | Tổng cộng | 13       | 9        | 0            | 0            | 13        | 9         |